# Idaea seriata
Idaea seriata là một loài bướm đêm trong họ Geometridae.

## Hình ảnh

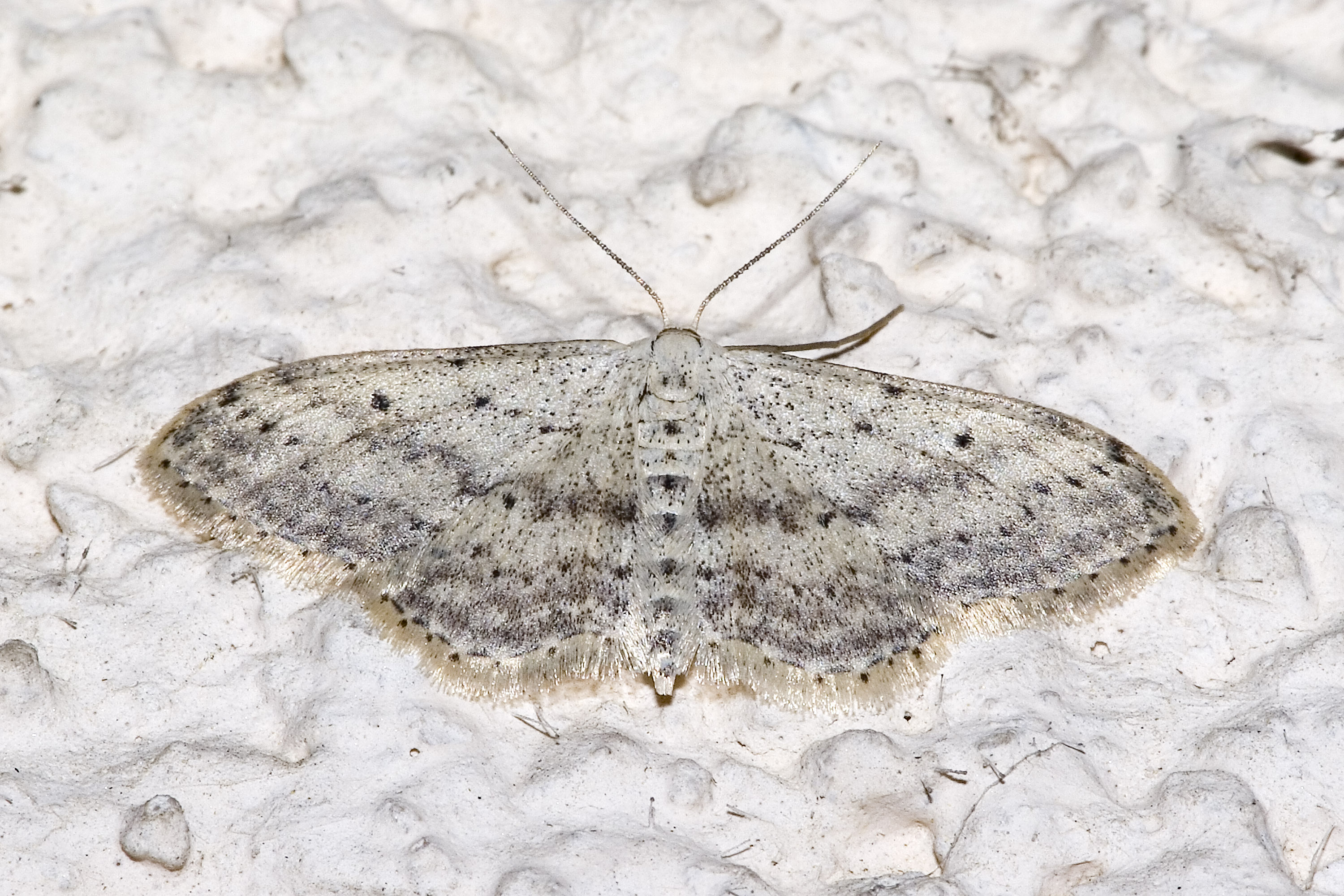
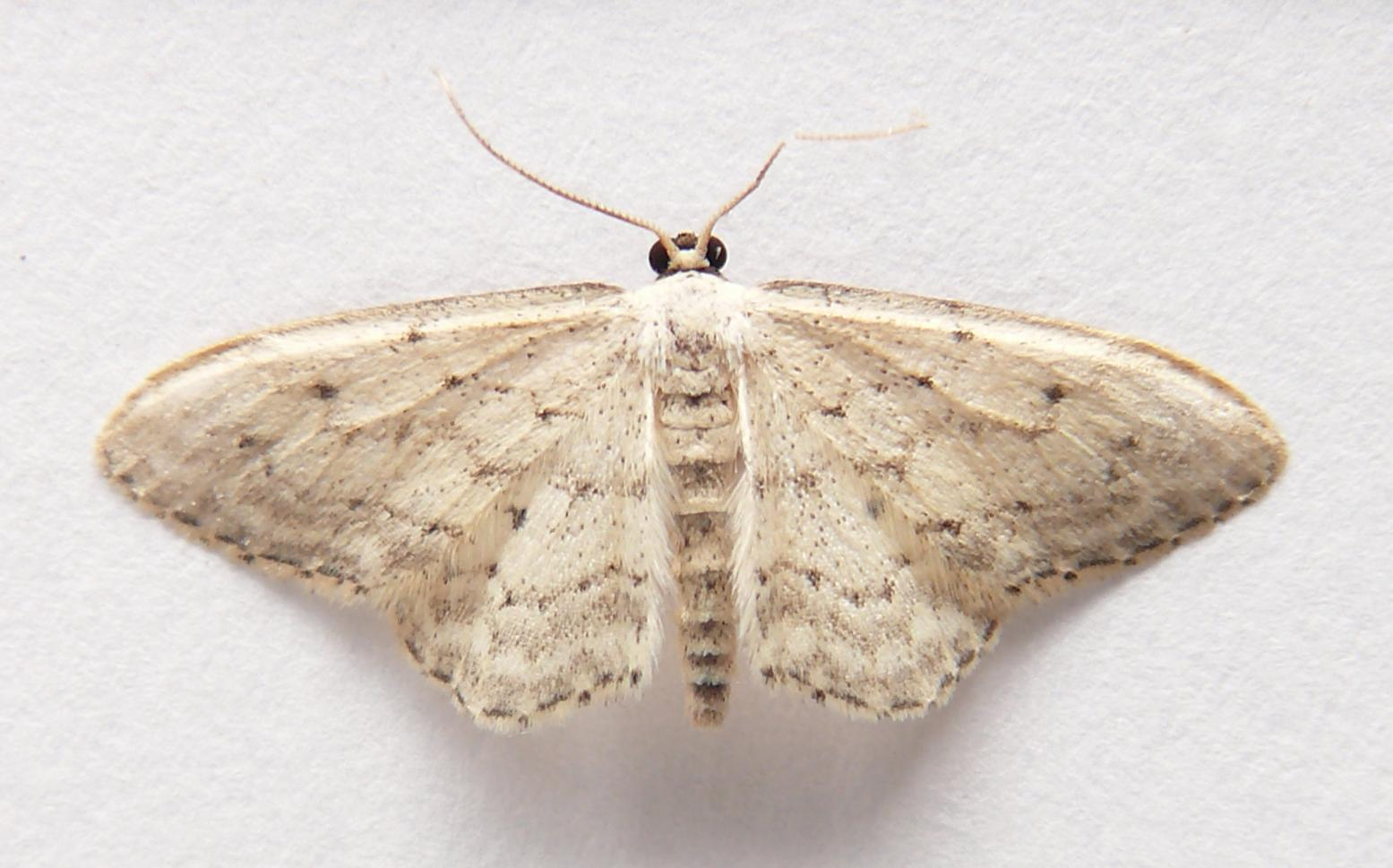
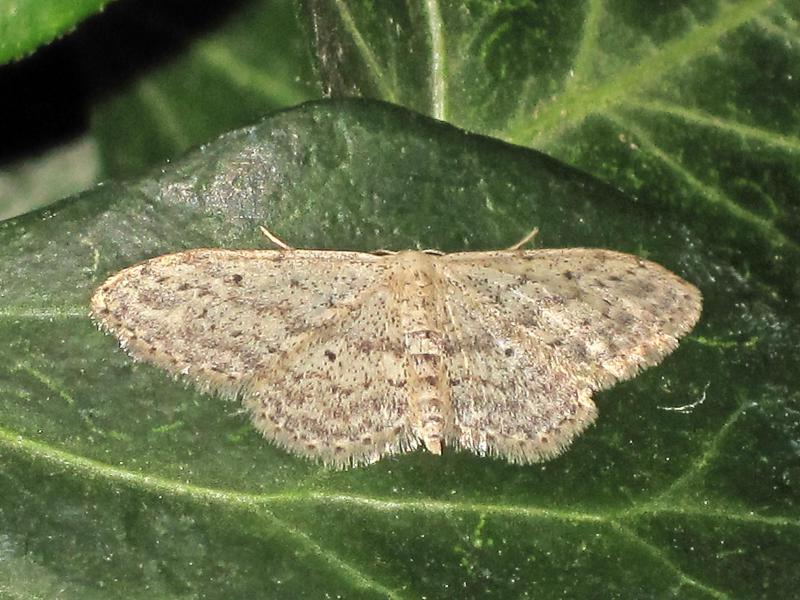
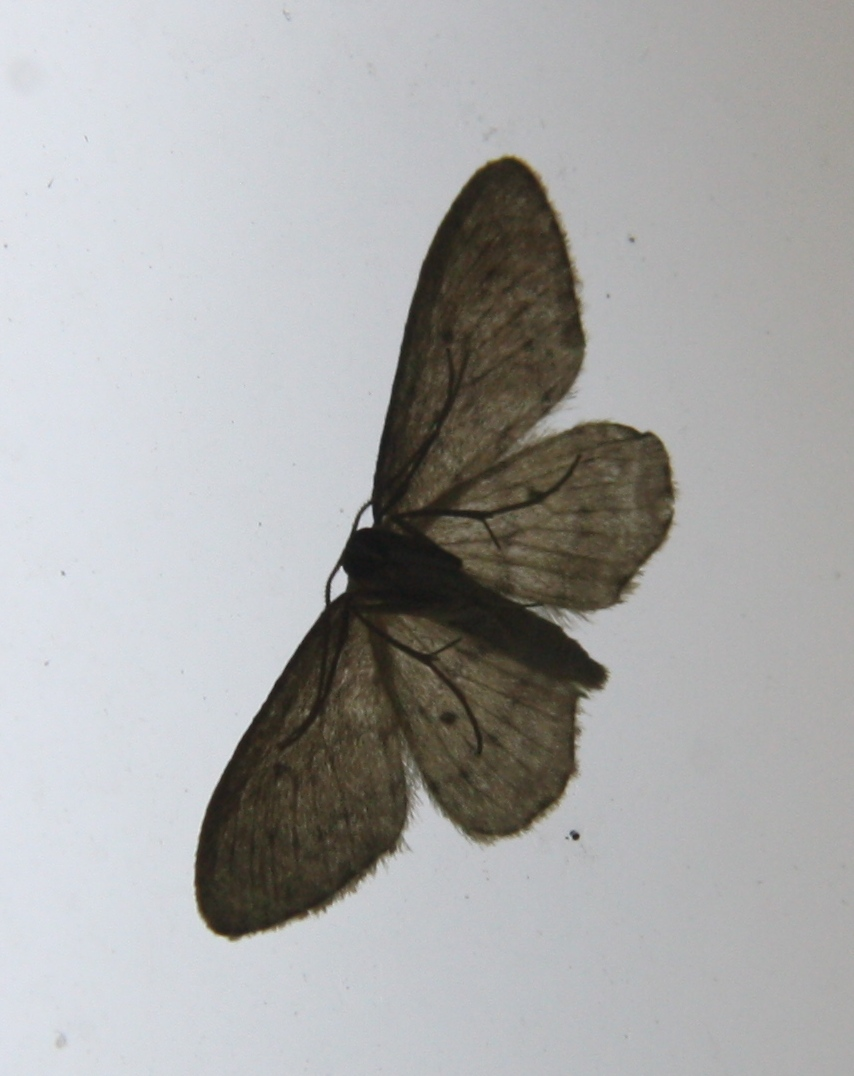